# Świadkowie Jehowy w Bośni i Hercegowinie
Świadkowie Jehowy w Bośni i Hercegowinie – społeczność wyznaniowa w Bośni i Hercegowinie, należąca do ogólnoświatowej wspólnoty Świadków Jehowy, licząca w 2023 roku 969 głosicieli, należących do 16 zborów. Na dorocznej uroczystości Wieczerzy Pańskiej w 2023 roku zgromadziło się 1507 osób. Działalność miejscowych głosicieli koordynuje Biuro Oddziału w Zagrzebiu w Chorwacji. Biuro Krajowe mieści się w Sarajewie.

## Historia

### Początki
Na terenie Królestwa Jugosławii, do którego należała obecna Bośnia i Hercegowina, pierwsza korporacja prawna reprezentująca Badaczy Pisma Świętego (Świadków Jehowy) – „Latarnia Morska – Stowarzyszenie Badaczy Pisma Świętego w Królestwie Jugosławii” – została założona w słoweńskim Mariborze we wrześniu 1930 roku. Pod koniec lat 20. w Mostarze Alfred Tuček (1904–1987), dyrygent orkiestry gwardii królewskiej przyjął wierzenia Świadków Jehowy. W 1934 roku poślubił pionierkę z Niemiec, która należała do grona niemieckich współwyznawców opuszczających ten kraj na skutek prześladowań w okresie nazistowskim. Wspólnie prowadzili oni działalność kaznodziejską w różnych regionach Królestwa Jugosławii. W tym okresie publicznie wyświetlano film Dramat stworzenia.

### Rozwój działalności
Na terenie Jugosławii Świadkowie Jehowy zostali zarejestrowani 9 września 1953 roku, ale działalność kaznodziejska podlegała ograniczeniom. Wkrótce po chrzcie w roku 1957, pochodząca z Chorwacji Veronika Babić przeniosła się do Sarajewa. Również Milica Radišić z chorwackiej Slawonii (ochrzczona w 1950 roku) wraz z rodziną zamieszkała w Bośni. Te dwie rodziny rozpoczęły regularną działalność na terenie Bośni. W roku 1963 otwarto Salę Królestwa w Sarajewie, z której korzystał pierwszy zbór w Bośni i Hercegowinie.
W 1967 roku w kongresie pod hasłem „Dzieło czynienia uczniów” w Klagenfurcie uczestniczyło 889 jugosłowiańskich Świadków Jehowy, w tym kilkudziesięciu z Bośni. W roku 1968 w Villach odbył się kolejny kongres pod hasłem „Dobra nowina dla wszystkich narodów” dla Świadków Jehowy z Jugosławii, a w 1969 roku kongres pod hasłem „Pokój na ziemi” w Norymberdze. Austriackie Biuro Oddziału umacniało współwyznawców pod względem organizacyjnym.

### Po rozpadzie Jugosławii
Od 16 do 18 sierpnia 1991 roku w Zagrzebiu, odbył się pierwszy w Jugosławii kongres międzynarodowy Świadków Jehowy pod hasłem „Lud miłujący wolność Bożą”. Zebrały się 14 684 osoby, w tym bośniaccy wyznawcy. W kongresie uczestniczyło pięciu członków Ciała Kierowniczego: Carey W. Barber, Lloyd Barry, Milton G. Henschel, Teodor Jaracz i Lyman A. Swingle.
Wkrótce zaczęła się wojna domowa, która w marcu następnego roku objęła Bośnię i Hercegowinę. W wyniku tej wojny rozpoczęło się trwające od kwietnia 1992 do końca lutego 1996 oblężenie Sarajewa. 26 października 1993 roku wysłano z Wiednia pomoc humanitarną, zawierającą 16 ton żywności i drewna opałowego dla współwyznawców w Bośni (z Travnika, 40 głosicieli w Zenicy i 65 w Sarajewie). Był to pierwszy konwój z pomocą humanitarną, który dotarł do Sarajewa od początku oblężenia. Podobną pomoc zorganizowano w Tuzli, Mostarze i Bihaciu. Łącznie w roku 1994 wysłano 66 ton różnych artykułów dla 219 bośniackich współwyznawców. W czerwcu 1994 roku w Tuzli, Zenicy i Sarajewie zorganizowano jednodniowe zgromadzenia specjalne, w których uczestniczyli członkowie Komitetu Kraju z Zagrzebia. W zgromadzeniu tym udział wzięło 726 osób, a 55 ochrzczono.
W trakcie oblężenia Sarajewa za neutralną postawę niektórzy otrzymali wyroki skazujące i byli więzieni. Podobne próby przechodzili młodzi głosiciele w Banja Luce. Niektórzy głosiciele ponieśli śmierć na skutek działań wojennych. Do oblężonych miast od czasu do czasu literaturę biblijną przekazywano faksem.
Do 1996 roku nadzór nad działalnością w Chorwacji oraz w Bośni i Hercegowinie sprawował Komitet Kraju w Zagrzebiu, działający pod nadzorem Biura Oddziału w Austrii. W tym też roku utworzono czteroosobowy Komitet Oddziału, a 23 października 1999 roku w Zagrzebiu oddano do użytku Biuro Oddziału koordynujące działalność również w Bośni i Hercegowinie. Po wojnie rozpoczęto budowę Sal Królestwa. Jedna z nich powstała w Banja Luce pomimo sprzeciwu serbskiego Kościół prawosławnego, mimo uznania prawnego działalności Świadków Jehowy w Bośni. Budowa Sali w Banja Luce stała się precedensem prawnym ułatwiającym wznoszenie własnych miejsc wielbienia w tej części Bośni i Hercegowiny.
W 2011 roku działalność kaznodziejską prowadziło 1224 głosicieli. Wiosną 2014 roku niemieccy współwyznawcy zorganizowali pomoc humanitarną dla poszkodowanych przez powódź, jaka przeszła przez Bałkany. W 2015 roku Świadkowie Jehowy z Bośni i Hercegowiny wzięli udział w kongresie specjalnym pod hasłem „Naśladujmy Jezusa!”, który odbył się w Zagrzebiu w Chorwacji, a latem 2019 roku w kongresie międzynarodowym pod hasłem „Miłość nigdy nie zawodzi!” w Stanach Zjednoczonych. 25 kwietnia 2020 roku Mark Sanderson, członek Ciała Kierowniczego ogłosił w nagranym wcześniej przemówieniu wydanie zrewidowanego Pisma Świętego w Przekładzie Nowego Świata w języku chorwackim (oraz serbskim). W związku z pandemią COVID-19 zorganizowano specjalne zebranie w trybie wideokonferencji. W Bośni i Hercegowinie, Chorwacji, Czarnogórze oraz Serbii uczestniczyło w nim łącznie 12 705 osób.
Kongresy odbywają się w Sarajewie w języku bośniackim, chorwackim i serbskim.